# Lacrimoethmoidális varrat

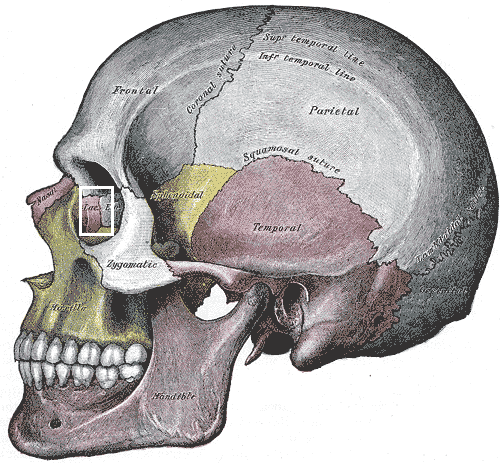
Egy koponya (cranium) oldalról (a fehér téglalap jelöli az apró varratot)

A lacrimoethmoideális varrat (sutura lacrimoethmoidalis) egy apró koponyavarrat mely a könnycsont (os lacrimale) és a rostacsont (os ethmoidale) között található.